# Anwärter

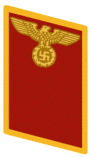
Patka kołnierzowa pełnoprawnego członka NSDAP

Anwärter (dosł. „kandydat”) – kandydacki stopień polityczny i paramilitarny w partii NSDAP i sztafetach SS.
Określa się tym stopniem kadeta po złożeniu przysięgi wierności Hitlerowi. Po otrzymaniu stałej legitymacji członka SS, był on zobowiązany do 1 października do zdobycia Odznaki Sportowej Rzeszy oraz przejścia szkolenia ideologicznego. Następnie kandydat odbywał służbę w Niemieckim Froncie Pracy i Wehrmachcie, aby po pozytywnej opinii stać się „pełnoprawnym kandydatem” (Vollananwärter). Następnie po miesiącu otrzymywał stopień szeregowego (SS-Mann). W Narodowosocjalistycznej Partii Robotniczej Niemiec tytuł ten dzielił się na Anwärtera (pełnoprawnego członka partii) oraz Nicht-Partei Anwärtera (członka niepartyjnego, dotyczył on eskadr SS) tytuł ten był najniższym stopniem politycznym w partii i odpowiadał szeregowemu w armii.

## Zobacz też

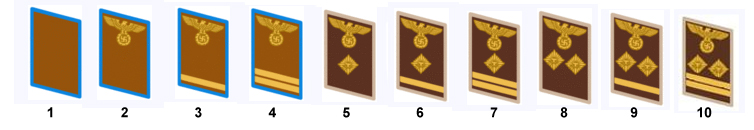
1: Anwärter (Nicht-Partei – niepartyjny), 2: Anwärter, 3: Helfer, 4: Oberhelfer, 5: Arbeitsleiter, 6: Oberarbeitsleiter, 7: Hauptarbeitsleiter, 8: Bereitschaftsleiter, 9: Oberbereitschaftsleiter, 10: Hauptbereitschaftsleiter